# Ganiveter
El ganiveter era un menestral que tenia l'ofici de fer i de vendre ganivets. Un altre nom seria colteller, i un nom més genèric seria ferrer de tall, que és el qui fa coltells i altres eines tallants. Similar ofici tenien el daguer, l'espaser i el llancer.